# ژان-ژاک بلاپه
ژان-ژاک بلاپه (انگلیسی: Jehan-Jacques Blancpain؛ زادهٔ ۱۶۹۳) ساعت‌ساز اهل سوئیس بود که در سال ۱۷۳۵ شرکت بلاپه را تأسیس کرد.